# Miss Mato Grosso do Sul 2016
Miss Mato Grosso do Sul 2016 foi a 35ª edição do tradicional concurso de beleza feminino que seleciona a melhor candidata sul-mato-grossense para a disputa de Miss Brasil 2016, válido para a disputa de Miss Universo. O evento, organizado pelo colunista social Warner Willon, teve um total de onze candidatas disputando o título que pertencia à Camila Greggo, detentora do título do ano passado. A coordenação geral é assinada pela Be Emotion, marca de cosméticos feminino da linha Polishop, detentora da marca do título nacional. O certame foi realizado no Shopping Norte Sul Plaza e contou com a presença ilustre da Miss Brasil 2013, Jakelyne Oliveira.

## Resultados

### Colocações
| Colocação | Município e Candidata            |
| Vencedora | - Campo Grande - Yara Deckner    |
| 2º. Lugar | - Campo Grande - Farluce Chaves  |
| 3º. Lugar | - Selvíria - Thaís Araújo        |
| 4º. Lugar | - Paranaíba - Jéssica Lyra       |
| 5º. Lugar | - Campo Grande - Gabriely Paliga |

## Candidatas
Disputaram o título este ano:
- Dourados - Allana Novais
- Nova Andradina - Aline Santana
- Dourados - Amanda Colombo
- Coxim - Amanda Vendruscolo [5]
- Campo Grande - Farluce Chaves
- Campo Grande - Gabriely Paliga
- Campo Grande - Natália
- Campo Grande - Rafaela
- Campo Grande - Yara Deckner [6]
- Paranaíba - Jéssica Lyra [7]
- Selvíria - Thaís Araújo

## Crossovers
Candidatas em outros concursos:
| Miss Mundo Mato Grosso do Sul - 2016: Campo Grande - Yara Deckner (2º. Lugar) - (Representando o município de Ponta Porã) - 2016: Selvíria - Thaís Araújo - (Representando o município de Selvíria) Miss Brasil Intercontinental - 2015: Campo Grande - Gabriely Paliga - (Representando o Estado do Mato Grosso do Sul) | Miss Vale das Águas - 2016: Selvíria - Thaís Araújo (Vencedora) - (Representando o município de Selvíria) |